# The Ninth Guest
The Ninth Guest (även The 9th Guest) är en amerikansk thrillerfilm från 1934 i regi av Roy William Neill. I de ledande rollerna syns Donald Cook och Genevieve Tobin.
Filmen är en omarbetning av Broadwaypjäsen The Ninth Guest från 1930 av den Pulitzerpris-vinnande dramatikern Owen Davis, en pjäs som i sin tur är en omarbetning av spänningsromanen The Invisible Host (1930) av Gwen Bristow och Bruce Manning.
Filmen, samt romanen och pjäsen som ligger till grund för den, har en handling som är slående lik handlingen i romanen Tio små negerpojkar från 1939 av Agatha Christie.

## Handling
Åtta gäster på en tillställning i en takvåning blir informerade av en röst på radio (tillhörande deras osynlige värd) att de är hans fiender och att de under natten kommer att få stifta bekantskap med hans nionde gäst: döden.

## Rollista i urval
- Donald Cook – James Daley
- Genevieve Tobin – Jean Trent
- Hardie Albright – Henry Abbott
- Edward Ellis – Tim Cronin
- Edwin Maxwell – Jason Osgood
- Helen Flint – Sylvia Inglesby
- Samuel S. Hinds – Dr. Murray Reid
- Nella Walker – Margaret Chisholm
- Vince Barnett – Jones (butler)
- Sidney Bracey – Hawkins (butler)